# Damien: Omen II
Damien: Omen II, dirigida por Don Taylor en 1978, es la segunda película de la trilogía iniciada por Richard Donner con el exitoso filme La profecía. Le seguiría, en 1981, Omen III: The Final Conflict.

## Argumento
Pasados unos días de las muertes de Robert y Katherine Thorn, el arqueólogo y exorcista Bugenhagen intenta convencer a su amigo Michael del verdadero origen de Damien y lo lleva a las profundidades de un antiguo santuario donde se halla el Muro de Yigael, una pintura rupestre donde se reflejan cuatro caras del Anticristo en su ascenso al poder. Al hacer este hallazgo se produce el derrumbe del santuario y ambos hombres mueren enterrados vivos, pero antes de morir Bugenhagen vaticina el triunfo del bien sobre el mal, de Dios sobre el diablo.
Siete años después, Damien, es ya un adolescente que vive con sus tíos y su primo Mark, con quien asiste por primera vez a la Academia Militar, donde también sus padres estudiaron en su juventud. Uno de los chicos (Teddy) se burla de los Thorn y tiene una pelea con Mark. Damien sale a rescatar a su primo y entonces Teddy sufre unas extrañas alucinaciones que lo ponen en ridículo ante sus compañeros y el Sargento Daniel Neft. En la casa de los Thorn, por otro lado, la tía abuela de Mark, Marion (Sylvia Sidney), sospecha del origen de Damien e intenta abrirle los ojos sobre ello a su sobrino Richard, enfrentándose a Anne, quien defiende a capa y espada a Damien. Esa misma noche, un cuervo del infierno ataca a Marion asustándola y provocándole la muerte a través de un infarto.
A las Industrias Thorn llega un nuevo trabajador, Paul Buher (Robert Foxworth), quien se gana la confianza inmediata de Richard, pese a las objeciones de Bill Atherton (Lew Ayres). Por otra parte, una reportera llamada Joan Hart (Elizabeth Shepherd), quien también conoce el origen de Damien, intenta poner sobre aviso a los Thorn. Sin embargo, es atacada por un cuervo y muere atropellada por un camión en medio de una carretera y Bill Atherton muere ahogado durante una competición de patinaje sobre hielo al caer en un lago congelado en la casa de campo de los Thorn.
Damien descubre sensaciones y poderes de los que no era consciente. Protegido por personas unidas al mal: (el Sargento Neft y Paul Buher), el adolescente Anticristo va descubriendo poco a poco su identidad. Una vez que descubre la marca del número 666 en su cuero cabelludo, es consciente de su naturaleza y decide eliminar los obstáculos en su camino personalmente. Para esto provoca un desastre en la planta laboral de los Thorn y evita que descubran su estructura sanguínea; en ambos casos lo hace con resultados mortales para los desafortunados que sospechan de su identidad diabólica. También Mark descubre el origen de su primo adoptivo y decide alejarse de él, lo que termina costándole la vida, pues Damien lo mata indirectamente al provocarle un infarto cerebral.
Charles Warren (Nicholas Pryor), al descubrir la carta del fallecido Bugenhagen y el Muro de Yigael con las pinturas del Anticristo que había sido traído en un tren de carga, decide alertar a Richard Thorn. En el intento, Charles queda horrorizado al ver las pinturas del muro y poco después, presa del pánico, muere aplastado por dos vagones de tren que le atraviesan el cuerpo al engancharse entre sí.
Tras el Muro de Yigael, el rostro de Damien aparece como una de las cuatro caras del Anticristo y es presentado para que las siete dagas antiguas de Cristo creadas para su destrucción, lleguen a las manos correctas. Cuando Richard Thorn descubre la identidad de su sobrino adoptivo Damien como el hijo de Satanás, decide matarlo, pero Anne, siempre escéptica, rehúsa a apoyarlo y trata desesperadamente de hacerlo desistir de su intento. Al final, Anne mata a Richard clavándole en el pecho las mismas dagas y se revela como la reencarnación de la Prostituta de Babilonia, una apóstata más del Anticristo, al cual siempre ella había pertenecido. Sin embargo, Damien, quien ha sido testigo de todo, provoca con sus poderes un incendio en el Museo Thorn, quemando viva a su tía adoptiva, quien muere gritando el nombre de Damien y de esta forma, el adolescente Anticristo hereda el legado de las Industrias Thorn.

## Reparto
- William Holden ... Richard Thorn
- Lee Grant ... Ann Thorn
- Jonathan Scott Taylor ... Damien Thorn
- John J. Newcombe...Teddy
- Lucas Donat...Mark Thorn
- Leo McKern...Carl Bugenhagen
- Robert Foxworth ... Paul Buher
- Nicholas Pryor ... Dr. Charles Warren
- Sylvia Sidney ... Tía Marion
- Lew Ayres ... Bill Atherton
- Lance Henriksen ... Master Sergeant Daniel Neff
- Elizabeth Shephard ... Joan Hart
- Meshach Taylor ... Dr. Kane
- Allan Arbus ... Pasarian
- Fritz Ford... Murray
- Diane Daniels... Jane
- Robert E. Ingham ... Profesor de historia